# 赖纳尔伽玛

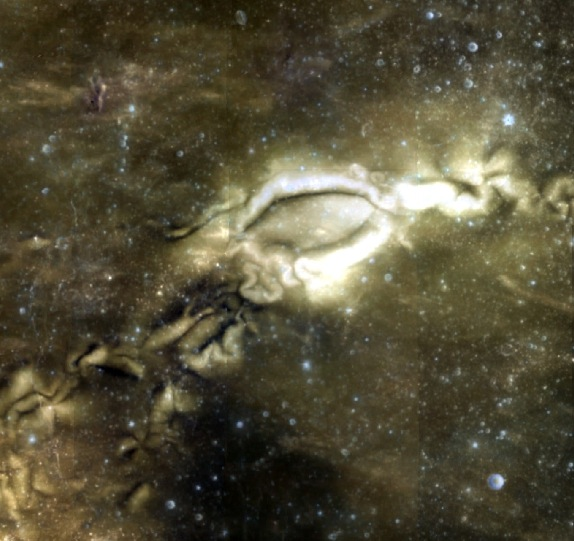
赖纳尔伽玛反照率特征的紫外-可见光伪色图

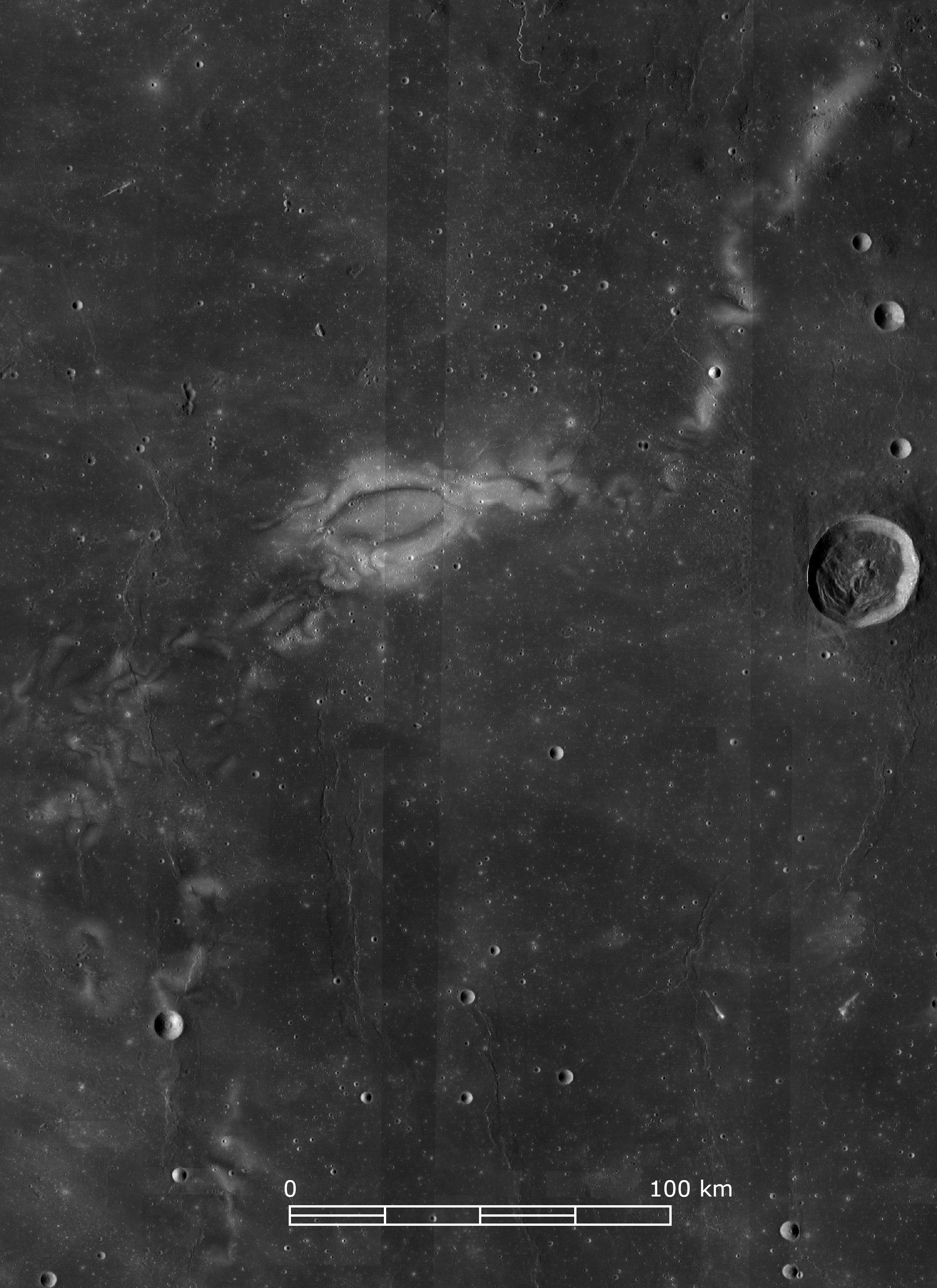
月球勘测轨道器广角相机所拍摄的赖纳尔伽玛图像

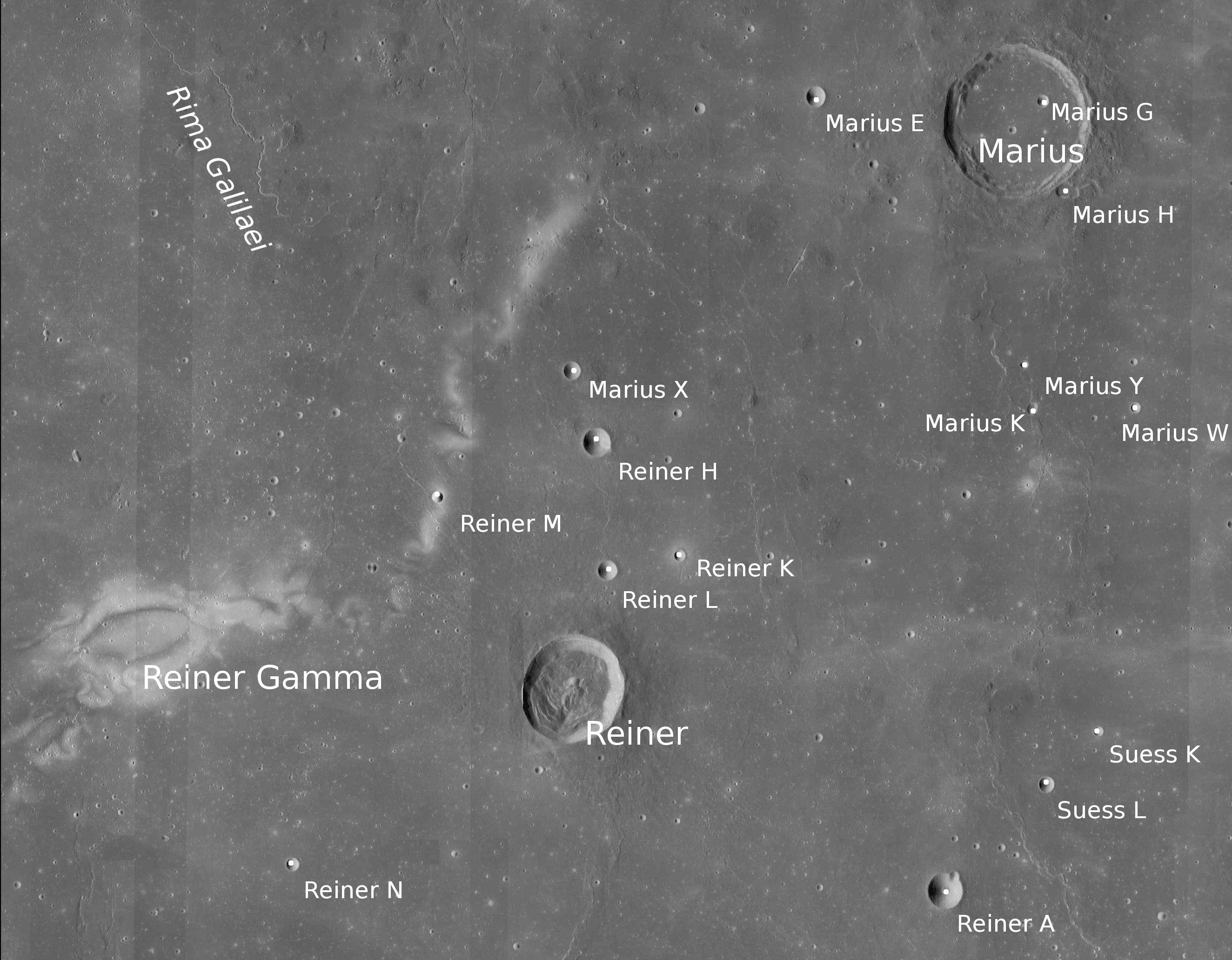
赖纳尔陨石坑和马里厄斯区(Marius areas)

赖纳尔伽玛（Reiner Gamma），是一个位于月球风暴洋赖纳尔陨石坑以西的反照率特征，其中心月面座标为7°30′N 59°00′W / 7.5°N 59°W，总体大小约70公里左右。该特征的反照率较周围暗黑的月海表面更高，外形呈一种弥散的、椭圆状涡旋。与此类似的相关特征还向东部和西南部延伸，在月海表面形成一些环状图案。
直到最近，赖纳尔伽玛的起源仍是个谜。从历史上看，尚没有任何与此有关的特定不规则表面。最近，轨道探测器在智海和界海表面也发现了类似的特征。智海表面的该种特征正好处于雨海中心的月球背面。同样，在界海上的这种特征也位于东方海中点的背面。因此，科学家们认为，这种特征可能是形成这些月海时的撞击所产生的地震能导致的。但遗憾的是，月球背面并没有此类月海构造（尽管大陨石坑齐奥尔科夫斯基环形山就位于一座环形山的直径范围内）。
赖纳尔伽玛的中心特征酷似铁屑在磁铁下形成的磁偶造型。低轨探测器在每个标明的反照率特征区都探测到了较强磁场。一些人推测，这种磁场和形状可能来自彗星的撞击，然而，其真正的原因仍不明朗。
从28公里高度处测得的赖纳尔伽玛磁场强度约为15特斯拉，这是月球上最强的局部磁异区之一。该特征的表面磁场强度足以构成一个横跨360公里、厚达300公里微型磁层，该较强等离子区阻挡了太阳风的直接吹击，目前已知太阳风粒子造成了月球表面的暗化，而位于该处的磁场在一定程度上解释了该反照率特征为何能幸存下来的原因。
在早期弗朗切斯科·马里亚·格里马尔迪所绘制的月图中，该特征被错误地当作一座陨石坑。他的的同事乔瓦尼·巴蒂斯塔·里乔利，则以伽利略之名将它命名为「伽利留斯」（Galilaeus），后该名称被移用于西北方的伽利略陨石坑。

## 参引资料
1. ↑  Huddleston, Marvin W. . 月球及行星观察者协会.   [2010-04-19]. （原始内容存档于2012-03-05）.
2. ↑  Richmond, N. C.; Hood, L. L.; Halekas, J. S.; Mitchell, D. L.; Lin, R. P.; Acuña, M.; Binder, A. B. . Geophysical Research Letters. 2003-04, 30 (7): 48. Bibcode:2003GeoRL..30g..48R. ISSN 0094-8276. doi:10.1029/2003GL016938 （英语）.
3. ↑  Wieser, Martin; Barabash, Stas; Futaana, Yoshifumi; Holmström, Mats; Bhardwaj, Anil; Sridharan, R.; Dhanya, M. B.; Schaufelberger, Audrey; Wurz, Peter; Asamura, Kazushi. . Geophysical Research Letters. 2010-03, 37 (5): L05103. Bibcode:2010GeoRL..3705103W. ISSN 0094-8276. arXiv:1011.4442 . doi:10.1029/2009GL041721 （英语）.
4. ↑  Hood, L. L.; Williams, C. R. . Lunar and Planetary Science Conference Proceedings. 1989-01-01, 19. Bibcode:1989LPSC...19...99H.

### 引伸阅读
- 尤恩 A.惠特克, 《月图及地名: 月球的测绘和命名史》, 剑桥大学出版社, 1999, ISBN 0-521-62248-4.